# Нортеле (община)
Община Нортеле (на шведски: Norrtälje kommun) е разположена в лен Стокхолм, централна Швеция с обща площ 2118 km2 и население 56 845 души (към 31 декември 2013). Административен център на община Нортеле е едноименния град Нортеле.